# 角川つばさ文庫
角川つばさ文庫（かどかわつばさぶんこ）は、KADOKAWAが発行・発売する児童書レーベル。2009年3月3日創刊。

## 概要
2008年に角川文庫が創刊60周年となったのを期に、読者層を調査したところ小学中学年から角川グループの様々なジャンルの文庫が読まれていることが判明した。これをヒントに、文庫を読む前の児童に向けて読書の楽しさを体験してもらうために創刊を決めたのが角川つばさ文庫である。
また、ホームページでは『「次はどんな本を読もう？」そんな子どもたちの「読みたい気持ち」を応援する、KADOKAWAが発行する児童文庫レーベル。KADOKAWAの持つコンテンツや読者を楽しませるノウハウを子どもたちのために駆使し、青春、冒険、ファンタジー、恋愛、学園、SF、ミステリー、 ホラーなど幅広いジャンルの作品を刊行しています。レーベル名には、物語の世界を自分の「つばさ」で自由自在に飛び、未来をきりひらいてほしい。本をひらけば、いつでも、どこへでも……そんな願いが込められています。」としている。
編集部では賞について募集しているのは、11歳前後の小学生を読者として想定したエンターテインメント小説、としている。
文庫と名付けられているが、実際の判型は新書判 (Cコード 8293)として出版される。創刊当初はKADOKAWAの前身、角川グループホールディングス（角川GHD）傘下であった角川書店、角川学芸出版、角川マガジンズ（旧角川・エス・エス・コミュニケーションズ）、富士見書房、アスキー・メディアワークス、エンターブレインなど角川グループの各出版社が編集・発行を担当する協力出版形式を採っていた。2013年10月1日で各社がKADOKAWAへ吸収合併されブランドカンパニー化してからは、各ブランドカンパニーが編集を担当しKADOKAWAが発行・発売を担当する。
発行書のジャンルも新作の児童文学をはじめ、国内外の古典や名作・ライトノベル・ノベライズ・ノンフィクションなど多岐にわたっている。
レーベル発のオリジナル作品『天才作家スズ』や『ウルは空色魔女』が漫画化されるなどメディアミックス展開も行われている他、角川つばさ文庫小説賞を実施し、一般の部とイラストの部に限り新人作家や新人イラストレーターの発掘にも力を入れている。
2012年度に初めて、児童文庫で売上シェア1位となった。2020年時点でも売上シェア1位を維持している。

## ライトノベルとの違い
オリジナル以外の作品の本文は原則として原著と同じであるが、フォントがやや大きく漢字にはルビが振られているため、子どもにも読みやすく配慮されている。ただし、ライトノベル原作で児童に不適切とされる表現が見られる場合は穏当な表現に置き換えられている。

## 刊行ラインナップ
2009年3月に15作品で創刊した。同年4月からは毎月15日に定期刊行を開始、2023年7月末までに100作品以上を刊行している。五十音順に掲載。

### A オリジナル
- 『アイとロイとなかまたち ゆめの町へ』 かさいまり・著/絵
- 『蒼き戦記』シリーズ 吉橋通夫・著 瀬島健太郎・絵
  - 『蒼き戦記 はるかな道へ』
  - 『蒼き戦記 空と海への冒険』
  - 『蒼き戦記 星と語れる者』
- 『アネモネ探偵団』シリーズ 近藤史恵・著 のん・絵
  - 『アネモネ探偵団(1) 香港式ミルクティーの謎』
- 『アルセーヌ探偵クラブ』シリーズ 松原秀行・著 菅野マナミ・絵
  - 『アルセーヌ探偵クラブ 怪盗は8日にあらわれる。』
  - 『アルセーヌ探偵クラブ 探偵なら30分前に脱出せよ。』
- 『イケカジなぼくら』シリーズ 川崎美羽・著 an・絵
  - 『イケカジなぼくら(1) お弁当コンテストを攻略せよ☆』
  - 『イケカジなぼくら(2) 浴衣リメイク大作戦☆』
  - 『イケカジなぼくら(3) イジメに負けないパウンドケーキ☆』
  - 『イケカジなぼくら(4) なやめる男子たちのガレット☆』
  - 『イケカジなぼくら(5) 手編みのマフラーにたくした願い☆』
  - 『イケカジなぼくら(6) 本命チョコはだれの手に☆』
  - 『イケカジなぼくら(7) 片思いの特製サンドイッチ☆』
  - 『イケカジなぼくら(8) 決意のシナモンロール☆』
  - 『イケカジなぼくら(9) ゆれるハートとクラッシュゼリー☆』
  - 『イケカジなぼくら(10) 色とりどり☆恋心キャンディー』
  - 『イケカジなぼくら(11) 夢と涙のリメイクドレス』
- 『一年間だけ。』シリーズ 安芸咲良・著 花芽宮るる・絵
  - 『一年間だけ。(1) さくらの季節にであうキミ』
  - 『一年間だけ。(2) 会えない時間もキミを』
  - 『一年間だけ。(3) ずっとキミのそばにいたのに』
  - 『一年間だけ。(4) キミの気持ちが知りたくて』
  - 『一年間だけ。(5) いつもキミを見ていた』
  - 『一年間だけ。(6) キミをだれにもゆずれない！』
  - 『一年間だけ。(7) キミへと、想いが走りだす…』
  - 『一年間だけ。(8) キミの笑顔を、いちばん近くで』
  - 『一年間だけ。(9) 心の扉をひらくのは、キミ？』
  - 『一年間だけ。(10) キミ一人が、トクベツで…』
  - 『一年間だけ。(11) キミと、ゼッタイの約束を』
  - 『一年間だけ。(12) キミと未来も永遠に』
- 『1%』シリーズ このはなさくら・著 高上優里子・絵
  - 『1%(1) 絶対かなわない恋』
  - 『1%(2) 絶対会えないカレ』
  - 『1%(3) だれにも言えないキモチ』
  - 『1%(4) 好きになっちゃダメな人』
  - 『1%(5) あきらめたら終わる恋』
  - 『1%(6) 消しさりたい思い』
  - 『1%(7) 一番になれない恋』
  - 『1%(8) そばにいるだけでいい』
  - 『1%(9) にせものカノジョ』
  - 『1%(10) 終わらない初恋』
  - 『1%(11) ぬぐえない不安』
  - 『1％(12)ふみだせない一歩』
  - 『1％(13)気づかなかったキモチ』
  - 『1％(14)告げられた思い』
  - 『1%(15)絶対あきらめない恋』
  - 『1%(16)絶対変わらないキモチ』
- 『いっしょにくらそ。』シリーズ 飯田雪子・著 椋本夏夜・絵
  - 『いっしょにくらそ。1 ママとパパと、それからアイツ』
  - 『いっしょにくらそ。2 キューピッドには早すぎる』
  - 『いっしょにくらそ。3 ホントのキモチをきかせてよ』
- 『いみちぇん!』シリーズ　あさばみゆき・著　市井あさ・絵
  - 『いみちぇん!（1）今日から秘密の二人組』
  - 『いみちぇん!（2）ピンチ! 矢神君のライバル登場!』
  - 『いみちぇん!（3）ねらわれた主さま』
  - 『いみちぇん!（4）五年二組のキケンなウワサ』
  - 『いみちぇん!（5）ウソ?ホント?まぼろしの札』
  - 『いみちぇん!（6）絶対無敵のきずな』
  - 『いみちぇん!（7）新たなる敵、あらわる!』
  - 『いみちぇん!（8）消えたパートナー』
  - 『いみちぇん!（9）サマーキャンプにひそむ罠』
  - 『いみちぇん! (10）がけっぷち!奪われた友情』
  - 『いみちぇん! (11) 探せ、思い出のカケラ』
  - 『いみちぇん! (12) 嵐を呼ぶ少女、来る!』
  - 『いみちぇん! (13) ゆれるキモチと修学旅行』
  - 『いみちぇん! (14) パートナー再決定戦、開幕!?』
  - 『いみちぇん! (15) いざ、ミコトバの里へ!』
  - 『いみちぇん! (16) 失いたくない、大切なヒト』
  - 『いみちぇん! (17) 絶体絶命!さいごの試練』
  - 『いみちぇん! (18) 心ひとつに、希望をつなげ!』
  - 『いみちぇん! (19) 永遠のきずな』
  - 『いみちぇん!!ふたたび、ひみつの二人組』
  - 『いみちぇん!!廻 一. 藤原りんね、主になります！』
  - 『いみちぇん!!廻 二. パートナーの秘密と覚悟』
  - 『いみちぇん!! ふたたび、ひみつの二人組』
- 『ヴァンパイア大使アンジュ』シリーズ 川崎美羽・著 近衛乙嗣・絵
  - 『ヴァンパイア大使アンジュ(1) 兄妹そろって、吸血鬼!?の巻』
  - 『ヴァンパイア大使アンジュ(2) 嵐をよぶファッションモデル!?の巻』
  - 『ヴァンパイア大使アンジュ(3) テレビ番組で、魔王と対決!?の巻』
  - 『ヴァンパイア大使アンジュ(4) 吸血鬼姫は、私にソックリ!?の巻』
  - 『ヴァンパイア大使アンジュ(5) 妖怪たちと、夏祭り!?の巻』
  - 『ヴァンパイア大使アンジュ(6) 精霊の恋は、いのちがけ!?の巻』
  - 『ヴァンパイア大使アンジュ(7) 涙と決意の、大決戦!!の巻』
- 『うちら特権☆転校トラベラーズ‼︎』 こぐれ京・著 十峯なるせ・絵
- 『裏庭にはニワ会長がいる‼︎』シリーズ こぐれ京・著 十峯なるせ・絵
  - 『裏庭にはニワ会長がいる‼︎(1) 問題児カフェに潜入せよ!』
  - 『裏庭にはニワ会長がいる‼︎(2) 恋するメガネを確保せよ!』
  - 『裏庭にはニワ会長がいる‼︎(3) 名物メニューを考案せよ!』
  - 『裏庭にはニワ会長がいる‼︎(4) 生徒会長の正体をあばけ!』
- 『ウルは空色魔女』シリーズ あさのますみ・著 椎名優・絵（『コンプエース』・『キャラぱふぇコミック』にて漫画化）
  - 『ウルは空色魔女(1) はじめての魔法☆クッキー』
  - 『ウルは空色魔女(2) なつやすみは魔法クレープ!』
  - 『ウルは空色魔女(3) 贈りものは魔法パフェ!』
- 『大江戸神龍伝バサラ!』シリーズ 楠木誠一郎・著 裕龍ながれ・絵
  - 『大江戸神龍伝バサラ!(1) 龍、覚醒せり。』
  - 『大江戸神龍伝バサラ!(2) 龍、囚われり。』
  - 『大江戸神龍伝バサラ!(3) 龍、飛翔せり。』
- 『おともだちにはヒミツがあります!』 みずのまい・著 藤実なんな・絵
- 『おはなしドリル だれかのぼうけん』 おはなしドリル社・著 ひらりん・絵
- 『おもしろい話、集めました。』シリーズ
  - 『おもしろい話、集めました。(1)』宗田理、こぐれ京、川崎美羽、飯田雪子、床丸迷人・著
  - 『おもしろい話、集めました。(2)』秋木真、こぐれ京、床丸迷人、松原秀行、針とら・著
  - 『おもしろい話、集めました。(3)』こぐれ京、雨蛙ミドリ、川崎 美羽、深海ゆずは、あさばみゆき・著
  - 『おもしろい話、集めました。(G、ゴールド)』深海ゆずは、あさばみゆき、遠藤まり、月ゆき
  - 『おもしろい話、集めました。(S、サファイア)』あさばみゆき、このはなさくら、遠藤まり、一ノ瀬三葉、まひる・著 市井あさ、高上優里子、ふじつか雪、ちゃつぼ、立樹まや・絵
  - 『おもしろい話、集めました。(D、ダイヤモンド)』宗田 理、あさば みゆき、このはなさくら、一ノ瀬三葉、大空なつき ・著 YUME、市井あさ、高上優里子、夏芽もも、明菜・絵
  - 『おもしろい話、集めました。(E、エメラルド)』床丸迷人、大空なつき、深海ゆずは、田原答、ひのひまり・著 浜弓場 双、明菜、加々見絵里、渡辺ナベシ、佐倉おりこ・絵
  - 『おもしろい話、集めました。(P、プラチナ)』
  - 『おもしろい話、集めました。(R、ルビー)』
  - 『おもしろい話、集めました。(A、アクア)』
  - 『おもしろい話、集めました。(W、ホワイト)』
  - 『おもしろい話、集めました。(N、ナイト)』
  - 『おもしろい話、集めました。(T、トゥインクル)』
  - 『おもしろい話、集めました。(C、クローバー)』
- 『オンライン!』シリーズ 雨蛙ミドリ・著 大塚真一郎・絵
  - 『オンライン! クリア不可能⁉︎ 悪魔のゲーム!』
  - 『オンライン!(2) 幽霊学校と謎の騎士』
  - 『オンライン!(3) 死神王と無敵の怪鳥』
  - 『オンライン!(4) 追跡ドールとナイトメア遊園地』
  - 『オンライン!(5) スリーセブンマンと水魔人デロリ』
  - 『オンライン!(6) 呪いオンナとニセモノ攻略班』
  - 『オンライン!(7) ハニワどろちゃんと獣悪魔バケオス』
  - 『オンライン!(8) お菓子なお化け屋敷と邪魔ジャシャン』
  - 『オンライン!(9) ナイトメアゲームセンターと豪腕ズルイゾー』
  - 『オンライン!(10) スネークブックロとペポギン魔王』
  - 『オンライン!(11) 神沢ロボとドロマグジュ』
  - 『オンライン!(12) 名無しの墓地とバラ魔女ラミファン』
  - 『オンライン!(13) ひっつきお化けウツリーナと管理者デリート』
  - 『オンライン!(14) 鎧のエメルダと漆黒の魔塔』
  - 『オンライン!(15) ストラゴンと賢者ローゼン』
  - 『オンライン!(16) 超頭脳戦と毒牙イゴート』
  - 『オンライン!(17) 妨害ミュージックと踊り子パルファ』
  - 『オンライン!(18) タブーカードと呪術師シガ』
  - 『オンライン!(19) 絶望の地下道と悪の子メルク』
  - 『オンライン!(20) 昆虫幻術師シャロゼとマボロシ世界』
  - 『オンライン!(21) 死神調合師エスレイドと裏切りの尚美ちゃん』
  - 『オンライン!(22) 落ちこぼれボスと告白イリュージョン』
  - 『オンライン!(23) 奇術師ムオンと共鳴スキル』
  - 『オンライン!(24) 憎悪の石板と好敵手クレセント』
  - 『オンライン!(25) 料理バトルと魂調理師ココット』
  - 『オンライン!(26) ナイトメア管理者・神沢の秘密』
  - 『オンライン!(27)ラスボス・ゼイメルクと大激突！ 』
- 『怪談学校』シリーズ 木原浩勝、中山市朗・著 湖東美朋・絵(新耳袋シリーズが元となっている)
  - 『怪談学校 本当にあったコワイ話 「新耳袋」より』
  - 『怪談学校(2) 本当にあったコワイ話 「新耳袋」より』
  - 『怪談学校(3) 本当にあったコワイ話「新耳袋」より』
- 『怪盗レッド』シリーズ 秋木真・著 しゅー・絵（『キャラぱふぇコミック』にて漫画化）
  - 『怪盗レッド(1) 2代目怪盗、デビューする☆の巻』
  - 『怪盗レッド(2) 中学生探偵、あらわる☆の巻』
  - 『怪盗レッド(3) 学園祭は、おおいそがし☆の巻』
  - 『怪盗レッド(4) 豪華客船で、怪盗対決☆の巻』
  - 『怪盗レッド(5) レッド、誘拐される☆の巻』
  - 『怪盗レッド(6) 偽レッド、あらわる☆の巻』
  - 『怪盗レッド(7) 進級テストは、大ピンチ☆の巻』
  - 『怪盗レッド(8) からくり館から、大脱出☆の巻』
  - 『怪盗レッド(9) ねらわれた生徒会長選☆の巻』
  - 『怪盗レッド(10) ファンタジスタからの招待状☆の巻』
  - 『怪盗レッド(11) アスカ、先輩になる☆の巻』
  - 『怪盗レッド(12) ぬすまれたアンドロイド☆の巻』
  - 『怪盗レッド(13) 少年探偵との共同作戦☆の巻』
  - 『怪盗レッド(14) 最強の敵からの挑戦状☆の巻』
  - 『怪盗レッド(15) 最高のパートナーを信じろ☆の巻』
  - 『怪盗レッド(16) 宿命のライバルを救え☆の巻』
  - 『怪盗レッド(17) 奇岩の城へ大潜入☆の巻』
  - 『怪盗レッド(18) 銀色の髪の転校生☆の巻』
  - 『怪盗レッド(19) 夏の旅行はキケンの香り☆の巻』
  - 『怪盗レッド(20) パートナーからのsos☆の巻』
  - 『怪盗レッド(21) 通りすがりの救世主☆の巻』
  - 『怪盗レッド(22) 家族の絆は、奪えない☆の巻』
  - 『怪盗レッド(23) 織戸恭也のひそかな想い☆の巻』
  - 『怪盗レッド(24) うつくしき爆破犯を追え☆の巻』
- 『学園シェフのきらめきレシピ』シリーズ 芳野詩子・著 hou・絵 大瀬由生子・料理監修
  - 『学園シェフのきらめきレシピ(1) 友情の隠し味ハンバーグ』
  - 『学園シェフのきらめきレシピ(2) 3つの味の魔法パスタ』
- 『カナデ、奏でます!』シリーズ ごとうしのぶ・著 山田デイジー・絵
  - 『カナデ、奏でます!(1) ようこそ☆一中吹奏楽部へ』
  - 『カナデ、奏でます!(2) ユーレイ部員さん、いらっしゃ〜い』
- 『ガンバト! ガンガン水鉄砲バトル‼︎』　豊田巧・著 坂本憲司郎・絵 タモリはタル・デザイン協力
- 『きみに贈る つばさ物語 角川つばさ文庫書き下ろし短編集』あさのあつこ、椎名誠、関口尚、宗田理、はやみねかおる、松原秀行・著 佐藤真紀子、他・絵
- 『キミト宙へ』シリーズ 床丸迷人・著 へちま・絵
  - 『キミト宙ヘ(1) 食いしんぼ王女のボディーガード』
  - 『キミト宙ヘ(2) やけ食いからのグーパンチ!』
  - 『キミト宙ヘ(3) 六番目のさかさま乗組員』
  - 『キミト宙ヘ(4) ナナとロロの三本クッキング』
  - 『キミト宙ヘ(5) 銀河一少女の事件簿』
  - 『キミト宙ヘ(6) 地球の不思議な教室』
  - 『キミト宙ヘ(7) 13歳のプロポーズ』
- 『君のとなりで。』シリーズ 高杉六花・著 穂坂きなみ・絵
  - 『君のとなりで。音楽室の、ひみつのふたり』
  - 『君のとなりで。(2) 近くて遠い、ふたりの距離』
  - 『君のとなりで。(3) 伝えたい想い』
  - 『君のとなりで。(4) あこがれの場所へ』
  - 『君のとなりで。(5) ふたりだけのキセキ』
  - 『君のとなりで。(6) ほんとの気持ちと、言えない言葉』
  - 『君のとなりで。(7) つながる想いと、ひみつの約束』
  - 『君のとなりで。(8) ふたつのさよなら、ひとつの始まり』
  - 『君のとなりで。(9) この道を、ずっといっしょに』
- 『恐怖コレクター』シリーズ 佐東みどり、鶴田法男（2巻から）・著 よん・絵（『月刊コミックジーン』にて漫画化／上原剣心・冨岡健翔の主演で舞台化）
  - 『恐怖コレクター 巻ノ一 顔のない子供』
  - 『恐怖コレクター 巻ノ二 呪いの鬼ごっこ』
  - 『恐怖コレクター 巻ノ三 真夜中の笑い声』
  - 『恐怖コレクター 巻ノ四 青い傘の悪夢』
  - 『恐怖コレクター 巻ノ五 不幸のアプリ』
  - 『恐怖コレクター 巻ノ六 消える犬』
  - 『恐怖コレクター 巻ノ七 白い少年』
  - 『恐怖コレクター 巻ノ八 裏切りの足音』
  - 『恐怖コレクター 巻ノ九 黒にそまる手帳』
  - 『恐怖コレクター 巻ノ十 届かない想い』
  - 『恐怖コレクター 巻ノ十一 すれ違う影』
  - 『恐怖コレクター 巻ノ十二 罠だらけの願い』
  - 『恐怖コレクター 巻ノ十三 13日の金曜日』
  - 『恐怖コレクター 巻ノ十四 集められた呪い』
  - 『恐怖コレクター 巻ノ十五 終わりと始まり』
  - 『恐怖コレクター 巻ノ十六 青いフードの少年』
  - 『恐怖コレクター 巻ノ十七 消えた村』
  - 『恐怖コレクター巻ノ十八 明かされた過去』
  - 『恐怖コレクター巻ノ十九 顔の見えない少女』
  - 『恐怖コレクター巻ノ二十 宿命の再開』
  - 『恐怖コレクター巻ノ二十一 怪しい協力者』
- 『クローバーフレンズ』シリーズ あいはらひろゆき・著 河原和音・絵
  - 『クローバーフレンズ(1)』
  - 『クローバーフレンズ(2)』
  - 『クローバーフレンズ(3)』
- 『黒猫さんとメガネくん』シリーズ 秋木真・著 モコ・絵
  - 『黒猫さんとメガネくんの初恋同盟』
  - 『黒猫さんとメガネくんの学園祭』
- 『恋する新選組』シリーズ 越水利江子・著 1巻/朝未 2〜3巻/青始・絵
  - 『恋する新選組(1)』
  - 『恋する新選組(2)』
  - 『恋する新選組(3)』
- 『こぐまのクーク物語』シリーズ かさいまり・著/絵
  - 『こぐまのクーク物語 春と夏』
  - 『こぐまのクーク物語 秋と冬』
  - 『こぐまのクーク物語 バースデーパーティー』
  - 『こぐまのクーク物語 仮装パーティー』
  - 『こぐまのクーク物語 空のピクニック』
  - 『こぐまのクーク物語 クリスマスのおとまり会』
  - 『こぐまのクーク物語 はじめての海とキャンプ』
  - 『こぐまのクーク物語 森のレストラン』
  - 『こぐまのクーク物語 フルーツまつり』
  - 『クークの森の学校 友だちって、なあに?』
- 『ここは妖怪おたすけ委員会』シリーズ 宮下恵茉・著 いちごイチエ・絵
  - 『ここは妖怪おたすけ委員会(1) 妖怪スーパースターがやってきた☆』
  - 『ここは妖怪おたすけ委員会(2) 委員長は雑用係⁉︎』
- 『こちらパーティー編集部っ!』シリーズ 深海ゆずは・著 榎木りか・絵
  - 『こちらパーティー編集部っ!(1) ひよっこ編集長とイジワル王子』
  - 『こちらパーティー編集部っ!(2) へっぽこ編集部VSエリート新聞部⁉︎』
  - 『こちらパーティー編集部っ!(3) 合宿はキケンがいっぱい‼︎』
  - 『こちらパーティー編集部っ!(4) 雑誌コンクールはガケっぷち⁉︎』
  - 『こちらパーティー編集部っ!(5) ピンチはチャンス! 新編集部、始動』
  - 『こちらパーティー編集部っ!(6) くせものだらけ⁉︎ エリート学園は大パニック』
  - 『こちらパーティー編集部っ!(7) トラブルだらけのゲーム、スタート‼︎』
  - 『こちらパーティー編集部っ!(8) 絶対ヒミツの同居人⁉︎』
  - 『こちらパーティー編集部っ!(9) 告白は波乱の幕開け!』
  - 『こちらパーティー編集部っ!(10) まさかの新メンバー!?』
  - 『こちらパーティー編集部っ!(11) サイン会は大混乱!』
  - 『こちらパーティー編集部っ!(12) 新カップルはまさかのふたり!?』
  - 『こちらパーティー編集部っ!(13）ラブ禁止!? オトナたちにご用心!』
  - 『こちらパーティー編集部っ!(14) みんな大好き!恋も雑誌もハッピーエンド!?』
  - 『こちらパーティー編集部っ!(15) お泊り会はパーティーの予感！？』
  - 『こちらパーティー編集部っ!(16)うそ、本当!?さいごの雑誌作り!』
- 『この学校に、何かいる』 百瀬しのぶ・著 有坂あこ・絵
- 『木もれ日のメロディー 初恋』 斉藤栄美・著 尾谷おさむ・絵
- 『こわいもの係』シリーズ 床丸迷人・著 浜弓場双・絵
  - 『四年霊組こわいもの係』
  - 『五年霊組こわいもの係(1) 友花、死神とクラスメートになる。』
  - 『五年霊組こわいもの係(2) 友花、悪魔とにらみあう。』
  - 『五年霊組こわいもの係(3) 春、霊組メンバーと対決する。』
  - 『五年霊組こわいもの係(4) 春、鏡を失う。』
  - 『五年霊組こわいもの係(5) 春、鏡の国に行く。』
  - 『五年霊組こわいもの係(6) 佳乃、ダッシュで逃げる。』
  - 『五年霊組こわいもの係(7) 佳乃、化け猫にたちむかう。』
  - 『五年霊組こわいもの係(8) 佳乃、もう一人の自分に遭遇する。』
  - 『五年霊組こわいもの係(9) 六人のこわいもの係、霊組に集まる。』
  - 『五年霊組こわいもの係(10) 六人のこわいもの係、黒い穴にいどむ。』
  - 『五年霊組こわいもの係(11) 六人のこわいもの係、だいだらぼっちと約束する。』
  - 『五年霊組こわいもの係(12) 佳乃、破滅の予言にとまどう。』
  - 『五年霊組こわいもの係(13) 四十六の想い、天を翔ける。』
- 『サキヨミ!』シリーズ 七海まち・著 駒形・絵
  - 『サキヨミ!(1) ヒミツの二人で未来を変える!?』
  - 『サキヨミ!(2) 未来も絆も大ピンチ!』
  - 『サキヨミ!(3) 大波乱!? 部活とテストと恋心』
  - 『サキヨミ!(4) 彼のヒミツと大切な人』
  - 『サキヨミ!(5) 新たな出会いはキケンな予感⁉』
  - 『サキヨミ!(6) 言えない未来と力のナゾ』
  - 『サキヨミ!(7) 恋と決意の文化祭』
  - 『サキヨミ!(8) トラブルまみれのデート作戦!』
  - 『サキヨミ!(9) なくした力とまさかの告白』
- 『サバイバー!!』シリーズ　あさばみゆき・著　葛西尚・絵
  - 『サバイバー!!(1) いじわるエースと初ミッション!』
  - 『サバイバー!!(2) 緊急避難! うらぎりの地下商店街』
  - 『サバイバー!!(3) 大バクハツ! とらわれの博物館』
  - 『サバイバー!!(4) 豪華客船は再会のとき』
  - 『サバイバー!!(5) アテンション、敵のアジトから生還せよ!』
  - 『サバイバー!!(6) 連携せよ! 波乱の合同大運動会』
  - 『サバイバー!!(7) 生き残れ！ゆずれない秋合宿』
  - 『サバイバー!!(8)いざ、ノドカ兄救出作戦 』
- 『さよならは、言えない。』シリーズ　高杉六花・著　杏堂まい・絵
  - 『さよならは、言えない。 明日も君といたいから』
  - 『さよならは、言えない。 〈２〉 ずっと続くふたりの未来へ』
- 『時間割男子』シリーズ 一ノ瀬三葉・著 榎のと・絵
  - 『時間割男子(1) わたしのテストは命がけ!』
  - 『時間割男子(2) 消えないで、カンジくん!』
  - 『時間割男子(3) トラブルつづきの友情!』
  - 『時間割男子(4) めざせ、最高のパーティー!』
  - 『時間割男子(5) おわかれ!? 勝負の学年末テスト』
  - 『時間割男子(6) 新男子登場、英語くん!?』
  - 『時間割男子(7) 恋と事件の委員会!』
  - 『時間割男子(8) 答えさがしのハワイ旅行』
  - 『時間割男子(9) 想い伝われ、文化祭!』
  - 『時間割男子(10) ヒミツにせまる動物園!』
  - 『時間割男子(11) つなげ!100点満点のきずな』
  - 『時間割男子(12) 告白の花火大会』
- 『失恋妖怪ユーレミはフラれ女子の味方です!』 令丈ヒロ子・著、okama・絵
- 『社長ですがなにか?』シリーズ あさつじみか・著 はちべもつ・絵
  - 『社長ですがなにか?(1) 小学生、オトナと本気のアイデア勝負!』
  - 『社長ですがなにか?(2) 小学生、呪われランドに人を呼べ⁉』
  - 『社長ですがなにか?(3)小学生、スター番組をジャックせよ！』
- 『少年探偵と4つの謎』 赤川次郎、杉山亮、はやみねかおる、松原秀行・著 よしづきくみち、千野えなが、ゴツボ×リュウジ、加藤アカツキ・絵
- 『少年探偵 響』シリーズ 秋木真・著 しゅー・絵
  - 『少年探偵 響(1) 銀行強盗にたちむかえ！の巻』
  - 『少年探偵 響(2) 豪華特急で駆けぬけろ!の巻』
  - 『少年探偵 響(3) 夜の学校で七不思議!?の巻』
  - 『少年探偵 響(4) 記憶喪失の少女のナゾ!?の巻』
  - 『少年探偵 響(5) 探偵の助手を救いだせ！の巻』
  - 『少年探偵 響(6) 嵐の夜の山荘で⁉の巻』
  - 『少年探偵 響(7) 名探偵AIと推理勝負!?の巻』
  - 『少年探偵 響(8) 無人島の不可能ミステリー!?の巻』
- 『スイッチ!』シリーズ 深海ゆずは・著 加々見絵里・絵
  - 『スイッチ!(1) イケメン地獄はもうカンベン!』
  - 『スイッチ!(2) デビュー直前！ 好きにならないでください!!』
  - 『スイッチ!(3) 大キライも好きのうち!?』
  - 『スイッチ!(4) サヨナラだけは絶対にダメです!』
  - 『スイッチ!(5) 離れてなんて、あげません!』
  - 『スイッチ!(6) どっちかなんて、選べません!』
  - 『スイッチ!(7) 本当の気持ちは…伝えません!』
  - 『スイッチ!(8) 告白なんてしないでください!』
  - 『スイッチ!(9) ちょっと待った!カレカノ宣言、注意報!』
  - 『スイッチ!(10) トラブルだらけ!恋の花さく運動会!?』
  - 『スイッチ!(11) 大キライなはずなのに!?』
  - 『スイッチ!(12) 私をめぐって勝負です!?』
  - 『スイッチ!(13)消えた校長⁉伝説のアイドルに挑戦です！ 』
  - 『スイッチ!(14) まさか私が恋なんて⁉』
- 『世界一クラブ』シリーズ 大空なつき・著 明菜・絵
  - 『世界一クラブ 最強の小学生、あつまる!』
  - 『世界一クラブ テレビ取材で大スクープ!』
  - 『世界一クラブ 伝説の男と大勝負!?』
  - 『世界一クラブ 宿泊体験はサプライズ!?』
  - 『世界一クラブ キケンだらけの特別ステージ』
  - 『世界一クラブ デートもテストも大ピンチ!?』
  - 『世界一クラブ 水族館爆破まであと10分!?』
  - 『世界一クラブ 100％フラれる大告白!?』
  - 『世界一クラブ ハワイ旅行は大さわぎ!』
  - 『世界一クラブ ねらわれたクリスを救え!』
  - 『世界一クラブ あぶない!?すみれの世界大会』
  - 『世界一クラブ お祭りさわぎの花火大会!』
  - 『世界一クラブ  無人島でサバイバル・キャンプ!?』
  - 『世界一クラブ  世界一の大運動会!』
  - 『世界一クラブ  修学旅行は連続ハプニング!?』
  - 『世界一クラブ  スター・ダイヤを取りもどせ!』
  - 『世界一クラブ  天才料理王子と対決!?』
  - 『世界一クラブ  映画ロケはいのちがけ⁉』
- 『絶体絶命ゲーム』シリーズ 藤ダリオ・著 さいね・絵（『月刊コミックジーン』にて漫画化）
  - 『絶体絶命ゲーム(1) 1億円争奪サバイバル』
  - 『絶体絶命ゲーム(2) 死のタワーからの大脱出』
  - 『絶体絶命ゲーム(3) 東京迷路を駆け抜けろ!』
  - 『絶体絶命ゲーム(4) 絶望島からの脱出サバイバル!』
  - 『絶体絶命ゲーム(5) 禁断ﾞ裏ゲームﾞに潜入せよ!』
  - 『絶体絶命ゲーム(6) 地獄行きの暴走列車!』
  - 『絶体絶命ゲーム(7) スリル満点の入学式!』
  - 『絶体絶命ゲーム(8) ゴーストパークの罠』
  - 『絶体絶命ゲーム(9) 豪華客船で中学生大会!』
  - 『絶体絶命ゲーム(10) 人形館の呪いを解!?』
  - 『絶体絶命ゲーム(11) 廃墟の島で、最強中学決戦』
  - 『絶体絶命ゲーム(12) ねらわれた歌姫を守れ!』
  - 『絶体絶命ゲーム(13) 負けたら地獄の学年対抗戦!』
  - 『絶体絶命ゲーム(14) 親友を追って！奈落Ⅰ区の戦い』
  - 『絶体絶命ゲーム(15) 天国か地獄か!?奈落Ⅱ区のたくらみ』
- 『ぜったいバレちゃいけません!!!』シリーズ 水無仙丸・著 双葉陽・絵
  - 『ぜったいバレちゃいけません!!!(1) 転校生は天才スター!?』
  - 『ぜったいバレちゃいけません!!!(2) 王子とスターと演劇祭!』
  - 『ぜったいバレちゃいけません!!!(3) 恋の季節です!? 文化祭!』
  - 『ぜったいバレちゃいけません!!!(4)「好き」のきもちと特別授業』
  - 『ぜったいバレちゃいけません!!!(5) スターなキミとお付き合い！？』
  - 『ぜったいバレちゃいけません!!! (6) ハッピーエンドはゆずれない！』
- 『聖（セント）クロス女学院物語（ストーリア）』シリーズ 南部くまこ・著 KeG・絵
  - 『聖クロス女学院物語(1) ようこそ、神秘倶楽部へ!』
  - 『聖クロス女学院物語(2) ひみつの鍵とティンカーベル』
  - 『聖クロス女学院物語(3) 花音のひみつとガジュマルの精霊』
- 『ソライロ♪プロジェクト』シリーズ 一ノ瀬三葉・著 夏芽もも・絵
  - 『ソライロ♪プロジェクト(1) 初投稿は夢のはじまり!』
  - 『ソライロ♪プロジェクト(2) 恋愛経験ゼロたちの恋うたコンテスト』
  - 『ソライロ♪プロジェクト(3) 負けられない勝負!』
  - 『ソライロ♪プロジェクト(4) 試されるキズナ』
  - 『ソライロ♪プロジェクト(5) こんな近くにいたなんて』
  - 『ソライロ♪プロジェクト(6) ずっとキミを待ってた』
- 『超吉ガール』シリーズ 遠藤まり・著 ふじつか雪・絵
  - 『超吉ガール(1) 不思議なおみくじの巻』
  - 『超吉ガール(2) 学園祭で仲なおりの巻』
  - 『超吉ガール(3) 親友をとりもどせ!の巻』
  - 『超吉ガール(4) 神社で初恋☆の巻』
  - 『超吉ガール(5) 絶好・超凶で大ピンチ⁉︎の巻』
- 『鉄研ミステリー事件簿』シリーズ 松原秀行・著 加藤アカツキ・絵
  - 『鉄研ミステリー事件簿(1) 山手線パズルの巻』
  - 『鉄研ミステリー事件簿(2) 地下鉄ラビリンスの巻』
- 『天才! 科学探偵Wヘンリー』 椎名雅史・著 裕龍ながれ・絵
- 『天才作家スズ』シリーズ 愛川さくら・著 市井あさ・絵（『月刊Asuka』にて漫画化）
  - 『天才作家スズ秘密ファイル(1) シュークリーム王子の秘密』
  - 『天才作家スズ秘密ファイル(2) マカロン姫とペルシャ猫』
  - 『天才作家スズ秘密ファイル(3) シャーベット女公爵の恋』
  - 『天才作家スズ秘密ファイル(4) モンブラン女王と天使島』
  - 『天才作家スズ秘密ファイル(5) ブッシュ・ド・ノエルの聖少女』
  - 『天才作家スズ秘密ファイル(6) 桜マシュマロと守護神』
  - 『天才作家スズ☆スペシャル クグロフ皇妃と錬金術師』
  - 『天才作家スズ☆スペシャル ボンボン皇帝と聖剣騎士団』
  - 『天才作家スズ秘密ファイル(7) アップルパイ姫の恋人』
  - 『天才作家スズ秘密ファイル(8) チョコレート公爵城の謎』
  - 『天才作家スズ秘密ファイル(9) イースターエッグ将軍と赤い影』
  - 『天才作家スズ秘密ファイル(10) 消えたシュークリーム王子』
  - 『天才作家スズ恋愛ファイル 星☆時間をさがして』
  - 『天才作家スズ恋愛ファイル 月光マジック』
  - 『天才作家スズ恋愛ファイル 太陽がいっぱい』
  - 『天才作家スズ恋愛ファイル 天使に胸キュン』
  - 『天才作家スズ恋愛ファイル 初恋♡にさよなら』
  - 『スズ姫☆事件ファイル 放課後のBボーイ』 愛川さくら・著 ・カスカベアキラ絵
- 『東京キャッツタウン』シリーズ 宗田理・著 加藤アカツキ・絵
  - 『東京キャッツタウン おばけアパートの秘密』
  - 『東京キャッツタウン 白いプリンスとタイガー』
  - 『東京キャッツタウン おばけカラス大戦争』
- 『ドギーマギー動物学校』シリーズ 姫川明月・著/絵
  - 『ドギーマギー動物学校(1) カムの入学式』
  - 『ドギーマギー動物学校(2) ランチは大さわぎ!』
  - 『ドギーマギー動物学校(3) 世界の海のプール』
  - 『ドギーマギー動物学校(4) 動物園のぼうけん』
  - 『ドギーマギー動物学校(5) 遠足でハプニング!』
  - 『ドギーマギー動物学校(6) 雪山レースとバレンタイン』
  - 『ドギーマギー動物学校(7) サーカスと空とび大会』
  - 『ドギーマギー動物学校(8) すてられた子犬たち』
  - 『ドギーマギー動物学校(9) 遊園地にカムがふたり?』
- 『トツゲキ!? 地獄ちゃんねる』シリーズ 一ノ瀬三葉・著 ちゃつぼ・絵
  - 『トツゲキ!? 地獄ちゃんねる スクープいただいちゃいます!』
  - 『トツゲキ!? 地獄ちゃんねる ねらわれた見習いレポーター⁉︎』
- 『飛べ! ぼくらの海賊船』シリーズ 鷹見一幸・著 岸和田ロビン・絵
  - 『飛べ! ぼくらの海賊船』
  - 『飛べ! ぼくらの海賊船(2)』
- 『トンデモ探偵団』シリーズ 依田逸夫・著 秋★枝・絵
  - 『トンデモ探偵団 作戦(1) 学校の迷路とかくされた金貨』
  - 『トンデモ探偵団 作戦(2) 不良中学生をやっつけろ!』
  - 『トンデモ探偵団 作戦(3) じどう会選挙大作戦!』
- 『ないしょでアイドル♪ 晴香、男の子に!? ショーゲキ☆デビューの巻』 南房秀久・著 はりかも・絵
- 『ネオ里見八犬伝』シリーズ こぐれ京・著 ぱらふぃんピジャモス・企画協力  矢立肇・原案 久世みずき（8男子1～9巻、1男子1～4巻）、只野和子(8男子5～6巻)、永地（1男子1～4巻、8男子7～9巻)・絵
  - 『ネオ里見八犬伝 サトミちゃんちの8男子(1)』
  - 『ネオ里見八犬伝 サトミちゃんちの8男子(2)』
  - 『ネオ里見八犬伝 サトミちゃんちの8男子(3)』
  - 『ネオ里見八犬伝 サトミちゃんちの8男子(4)』
  - 『ネオ里見八犬伝 サトミちゃんちの8男子(5)』
  - 『ネオ里見八犬伝 サトミちゃんちの8男子(6)』
  - 『ネオ里見八犬伝 サトミちゃんちの8男子(7)』
  - 『ネオ里見八犬伝 サトミちゃんちの8男子(8)』
  - 『ネオ里見八犬伝 サトミちゃんちの8男子(9)』
  - 『ネオ里見八犬伝 サトミちゃんちの1男子(1)』
  - 『ネオ里見八犬伝 サトミちゃんちの1男子(2)』
  - 『ネオ里見八犬伝 サトミちゃんちの1男子(3)』
  - 『ネオ里見八犬伝 サトミちゃんちの1男子(4)』
- 『初恋のシーズン』シリーズ 西本紘奈・著 ダンミル・絵
  - 『さいごの夏、きみがいた。 初恋のシーズン』
  - 『きみの心にふる雪を。 初恋のシーズン』
  - 『ぼくの声が消えないうちに。 初恋のシーズン』
- 『初恋ストーリーズ　キュン・としちゃう、五つのLOVE物語』川崎美羽、草野たき、越水利江子、ごとうしのぶ、結城光流・著
- 『ハッピーエンドはどこですか』シリーズ 安芸咲良・著 三湊かおり・絵
  - 『ハッピーエンドはどこですか 本なんか大っきらい、なのに!?』
  - 『ハッピーエンドはどこですか(2) キミにしか書けない物語』
- 『バニラのお菓子配達便!』シリーズ 藤浪智之・著 佐々木亮・絵
  - 『バニラのお菓子配達便! 〜スイーツデリバリー〜』
  - 『バニラのお菓子配達便!(2)  ～スイーツ女王と秘密のドレス～』
- 『フォレストクラウン 森の海賊』 広井王子・著 芦田豊雄・絵（レッドカンパニー）
- 『ふたごチャレンジ!』七都にい・著 しめ子・絵（『カドコミ』にて漫画化）
  - 『ふたごチャレンジ! 「フツウ」なんかブッとばせ!!』
  - 『ふたごチャレンジ! 2 マスクの中に、かくしたキモチ?』
  - 『ふたごチャレンジ! 3 進め! うちらのホワイト革命』
  - 『ふたごチャレンジ! 4 ココロ揺らめく遊園地!?』
  - 『ふたごチャレンジ! 5 ぜったいヒミツ!? 試練の冬休み』
  - 『ふたごチャレンジ! 6 キミに届け! カラフルな勇気』
  - 『ふたごチャレンジ! 7 甘くてしょっぱい!? 初チョコ作り』
  - 『ふたごチャレンジ! 8 守ってつなげ! 希望のバトン』
  - 『ふたごチャレンジ! 9 はずんでころんで!? 新学期大作戦』
- 『星にねがいを!』シリーズ　あさばみゆき・著　那流・絵
  - 『星にねがいを!(1) ナイショの契約、結ばれちゃった!?』
  - 『星にねがいを!(2) 大ピンチ! ヒミツの放課後』
  - 『星にねがいを!(3) スキー合宿は初恋のおわり』
  - 『星にねがいを!(4) とどけ! 負けられない想い』
  - 『星にねがいを!(5) 幸せ配達人、失格です!?』
  - 『星にねがいを!(6) 願いよかがやけ! さいごの選択』
  - 『星にねがいを!(7) 勇気を胸に、ふみだせ未来!』
- 『ぼくとレギオスの旅』シリーズ 川村ひであき・著 雨木シュウスケ・原案 今野隼史・絵(鋼殻のレギオスのスピンオフ作品として小学生向けに書き下ろしたもの。富士見ファンタジア文庫から参加)
  - 『ぼくとレギオスの旅1 歩行する都市』
  - 『ぼくとレギオスの旅2 生まれゆく都市』
- 『魔女犬ボンボン』シリーズ 廣嶋玲子・著 KeG・絵
  - 『魔女犬ボンボン ナコと運命のこいぬ』
  - 『魔女犬ボンボン ナコと金色のお茶会』
  - 『魔女犬ボンボン ナコと奇跡の流れ星』
  - 『魔女犬ボンボン ナコと幸せの約束』
  - 『魔女犬ボンボン おかしの国の大冒険』
  - 『魔女犬ボンボン ナコと夢のフェスティバル』
  - 『魔女犬ボンボン ナコとひみつの友達』

『魔女犬ボンボン ナコと太陽のきずな』
- 『魔女っ子バレリーナ☆梨子』シリーズ 深沢美潮・著 羽戸らみ・絵
  - 『魔女っ子バレリーナ☆梨子（1）わたし、魔法使いになっちゃった!』
  - 『魔女っ子バレリーナ☆梨子（2）魔法石を探しだせ!』
  - 『魔女っ子バレリーナ☆梨子（3）バレエを愛する心』
  - 『魔女っ子バレリーナ☆梨子（4）発表会とコロボックル』
- 『マスコン！』シリーズあきとんとん・企画こぐれ京・文ももこっこ・絵
- 『三日月小学校理科部物語』シリーズ 川端裕人・著、藤丘ようこ・絵
  - 『嵐の中の動物園 三日月小学校理科部物語(1)』
  - 『雲の切れ間に宇宙船 三日月小学校理科部物語(2)』
- 『ミステリー列車を追え!』シリーズ 豊田巧・著、 NOEYEBROW・絵
  - 『ミステリー列車を追え! 北斗星 リバイバル運行で誘拐事件!?』
  - 『ミステリー列車を追え! 新幹線 大爆発!?』
- 『人気作家スペシャル短編集 もしも魔女になれたら!?』 あさのますみ、石崎洋司、池田美代子、廣嶋玲子、万里アンナ・著 椎名優・絵
- 『夢見るアイドル』シリーズ 牧野節子・著 亜沙美・絵
  - 『夢見るアイドル(1)』
  - 『夢見るアイドル(2)』
  - 『夢見るアイドル(3)』
- 『ようこそ、古城ホテルへ』シリーズ 紅玉いづき・著 村松加奈子・絵
  - 『ようこそ、古城ホテルへ　湖のほとりの少女たち』
  - 『ようこそ、古城ホテルへ(2)　私をさがさないで』
  - 『ようこそ、古城ホテルへ(3)  昼下がりの戦争』
  - 『ようこそ、古城ホテルへ(4)  ここがあなたの帰る国』
- 『四つ子ぐらし』シリーズ ひのひまり・著 佐倉おりこ・絵（『ヨメルバ』にて漫画化）
  - 『四つ子ぐらし(1) ひみつの姉妹生活、スタート!』
  - 『四つ子ぐらし(2) 三つ子探偵、一花ちゃんを追う!』
  - 『四つ子ぐらし(3) 学校生活はウワサだらけ!』
  - 『四つ子ぐらし(4) 再会の遊園地』
  - 『四つ子ぐらし(5)上 初恋の人の正体』
  - 『四つ子ぐらし(5)下 お母さんとペンダントのひみつ』
  - 『四つ子ぐらし(6) 夏のキャンプは恋の予感』
  - 『四つ子ぐらし(7) 嵐の日は大さわぎ！』
  - 『四つ子ぐらし(8) 新学期は事件がいっぱい！』
  - 『四つ子ぐらし(9) 四月ちゃんの決意』
  - 『四つ子ぐらし(10)四つ子記者と七ふしぎのナゾ』
  - 『四つ子ぐらし(11)転校生はいとこでアイドル!?』
  - 『四つ子ぐらし(12)秋の遠足と仲直りの方法』
  - 『四つ子ぐらし(13)プレゼントに思いをこめて』
  - 『四つ子ぐらし(14)四ツ橋家で勝負の時！』
  - 『四つ子ぐらし(15)本当の自分を取りかえせ!』
- 『世にも奇妙な商品カタログ』シリーズ 地図十行路・著 望月けい・絵
  - 『世にも奇妙な商品カタログ(1) インスタント死神・友だちクジ他』
  - 『世にも奇妙な商品カタログ(2) ピッタリもらえる懸賞ハガキ・道の種他』
  - 『世にも奇妙な商品カタログ(3) タイミングのいい自動販売機・声変わりダイヤル他』
  - 『世にも奇妙な商品カタログ(4) ひとつでふたつの飲み薬・文字起こしマーカー他』
  - 『世にも奇妙な商品カタログ(5) 何かのエサ・高みの見物チケット他』
  - 『世にも奇妙な商品カタログ(6) おりがみ地図・空想の出口他』
  - 『世にも奇妙な商品カタログ(7) 無敵ドリンク・金にする手袋他』
  - 『世にも奇妙な商品カタログ(8) 夢デザイナー・景色つきマド他』
  - 『世にも奇妙な商品カタログ(9) えらべる予言書・心霊写真カメラ他』
  - 『世にも奇妙な商品カタログ(10) 地獄行きチケット・不死身になれる入浴剤他』
  - 『世にも奇妙な商品カタログ(11) 取り消せるこづかい帳・生まれ変わりタマゴ他』
- 『ラブ♡ステップ 恋してトモダチ』 斉藤栄美・著 尾谷おさむ・絵
- 『理花のおかしな実験室』シリーズ やまもとふみ・著 nanao・絵
  - 『理花のおかしな実験室(1) お菓子づくりはナゾだらけ!?』
  - 『理花のおかしな実験室(2) 友情ゼリーにいどめ!』
  - 『理花のおかしな実験室(3) 自由研究はあまくない!?』
  - 『理花のおかしな実験室(4) ふたりの約束とリンゴのヒミツ』
  - 『理花のおかしな実験室(5) 消えたレシピとつながる夢』
  - 『理花のおかしな実験室(6) 波乱だらけのハロウィン・パーティ!』
  - 『理花のおかしな実験室(7) ふくらむナゾの答えをさがせ!』
  - 『理花のおかしな実験室(8) とけない⁉チョコと本当のキモチ』
  - 『理花のおかしな実験室(9) 進め、ふたりの輝く道へ』
- 『リトルリングI 死者からの手紙』 鈴木光司・原案 みずのあき・著 若月神無・絵

#### コラボ作品
- 『1%×スキ・キライ相関図 みんな、がんばれ! 学園祭』このはなさくら・著 高上優里子・絵
- 『いみちぇん！×1% 1日かぎりの最強コンビ』あさばみゆき、このはなさくら・著 市井あさ、高上優里子・絵
- 『スイッチ！×こちらパーティ編集部っ！ 私たち、入れ替わっちゃった⁉』深海ゆずは・著 加々見絵里、榎木りか・絵
- 『ぼくら×怪盗レッド VRパークで危機一髪⁉の巻』宗田理、秋木真・著 YUME、しゅー・絵 はしもとしん・キャラクターデザイン

### B ベストセラー
- 『アーモンド入りチョコレートのワルツ』 森絵都・著 優・絵
- 『犬と私の10の約束』　サイトウアカリ・著、霜田あゆ美・絵
- 『宇宙の声 星新一ジュブナイル・セレクション』 星新一・著　片山若子・絵
- 『カブキブ!』シリーズ　榎田ユウリ・著 十峯なるせ・絵 CLAMP・キャラクター原案(同名の小説を小学生向けに漢字にルビを付けて読みやすくしたもの。角川文庫から参加)
  - 『カブキブ! (1) 部活で歌舞伎やっちゃいました。』
  - 『カブキブ! (2) カブキブVS.演劇部!』
  - 『カブキブ! (3) 伝われ、俺たちの歌舞伎!』
- 『角川つばさ文庫版 キノの旅』 時雨沢恵一・著 黒星紅白・絵(同名の小説を小学生向けに書き下ろしを追加し、漢字にルビをつけて読みやすくしたもの。電撃文庫から参加)
- 『角川つばさ文庫版 きみにしか聞こえない』乙一・著 SHEL・絵 (同名の小説を小学生向けに漢字にルビをつけて読みやすくしたもの。角川スニーカー文庫・角川文庫から参加)
- 『サッカーボーイズ』 はらだみずき・著 ゴツボ×リュウジ・絵(同名の小説シリーズを小学生向けに漢字にルビをつけて読みやすくしたもの。角川文庫から参加)
  - 『サッカーボーイズ 再会のグラウンド』
  - 『サッカーボーイズ 13歳 雨上がりのグラウンド』
  - 『サッカーボーイズ 14歳 蝉時雨のグラウンド』
  - 『サッカーボーイズ 15歳 約束のグラウンド』
  - 『サッカーボーイズ 卒業 ラストゲーム』
- 『しあわせは子猫のかたち』 乙一・著 SHEL・絵(失踪HOLIDAYを小学生向けに改題し、漢字にルビをつけて読みやすくしたもの。角川スニーカー文庫から参加)
- 『鹿の王』シリーズ 上橋菜穂子・著 HACCAN・絵(同名の小説シリーズを小学生向けに漢字にルビをつけて読みやすくしたもの。角川文庫から参加)
  - 『鹿の王 1』
  - 『鹿の王 2』
  - 『鹿の王 3』
  - 『鹿の王 4』
- 『死者の学園祭』赤川次郎・著 椋本夏夜・絵
- 『少年陰陽師』 結城光流・著 あさぎ桜・絵 (同名の小説シリーズを小学生向けに漢字にルビをつけて読みやすくしたもの。角川ビーンズ文庫から参加)
  - 『少年陰陽師 異邦の影を探しだせ』
  - 『少年陰陽師 闇の呪縛を打ち砕け』
  - 『少年陰陽師 鏡の檻をつき破れ』
- 『涼宮ハルヒの憂鬱』 谷川流・著 いとうのいぢ・絵(同名の小説を小学生向けに漢字にルビをつけて読みやすくしたもの。ただし、絵柄はかわいくデフォルメされている。角川スニーカー文庫・角川文庫から参加)
- 『スレイヤーズ』神坂一・原作 南房秀久・著 日向悠二・絵 (同名の小説シリーズをつばさ文庫用に書き下ろしリメイクされたもの。富士見ファンタジア文庫から参加)
  - 『スレイヤーズ1 リナとキメラの魔法戦士』
  - 『スレイヤーズ2 リナと怪しい魔道士たち』
- 『生徒会の一存』 葵せきな・著 狗神煌・絵(同名の小説を小学生向けに漢字にルビをつけて読みやすくしたもの。富士見ファンタジア文庫から参加)
- 『セーラー服と機関銃』 赤川次郎・著 椋本夏夜・絵(同名の小説を小学生向けに漢字にルビをつけて読みやすくしたもの)
- 『チェリーブラッサム』山本文緒・著 ミギー・絵
- 『時をかける少女』筒井康隆・著 いとうのいぢ、他・絵（同名の小説を小学生向けに漢字にルビをつけて読みやすくしたもの。角川文庫から参加）
- 『バッテリー』シリーズ あさのあつこ・著 佐藤真紀子・絵(同名の小説を小学生向けに漢字にルビをつけて読みやすくしたもの。角川文庫から参加)
  - 『バッテリー』
  - 『バッテリーⅡ』
  - 『バッテリーⅢ』
  - 『バッテリーⅣ』
  - 『バッテリーⅤ』
  - 『バッテリーⅥ』
- 『ビブリア古書堂の事件手帖』シリーズ 三上延・著 越島はぐ・絵(同名の小説を小学生向けに漢字にルビをつけて読みやすくしたもの。メディアワークス文庫から参加)
  - 『ビブリア古書堂の事件手帖 〜栞子さんと奇妙な客人たち〜』
  - 『ビブリア古書堂の事件手帖(2) 〜栞子さんと謎めく日常〜』
  - 『ビブリア古書堂の事件手帖(3) 〜栞子さんと消えない絆〜』
- 『ブレイブ・ストーリー』 宮部みゆき・著 鶴田謙二・絵 (同名の小説を小学生向けに漢字にルビをつけて読みやすくしたもの。角川スニーカー文庫・角川文庫から参加)
  - 『ブレイブ・ストーリー(1) 幽霊ビル』
  - 『ブレイブ・ストーリー(2) 幻界』
  - 『ブレイブ・ストーリー(3) 再会』
  - 『ブレイブ・ストーリー(4) 運命の塔』
- 『ぼくと先輩のマジカル・ライフ』シリーズ はやみねかおる・著 庭・絵(同名（正確には「僕」が「ぼく」に変更）の小説を小学生向けに漢字にルビをつけて読みやすくしたもの）
  - 『ぼくと先輩のマジカル・ライフ(1) 』
  - 『ぼくと先輩のマジカル・ライフ(2) 』
- 『ぼくら』シリーズ 宗田理・著 1〜19巻/はしもとしん・絵 、 20〜23巻/YUME・絵 はしもとしん・キャラクターデザイン（ディースリー・パブリッシャーからニンテンドー3DS専用ソフトとしてNintendo e-shopにて配信限定で販売される）
  - 『ぼくらの七日間戦争』
  - 『ぼくらの天使ゲーム』
  - 『ぼくらの大冒険』
  - 『ぼくらと七人の盗賊たち』
  - 『ぼくらの学校戦争』
  - 『ぼくらのデスゲーム』
  - 『ぼくらの南の島戦争』
  - 『ぼくらのヤバイト作戦』
  - 『ぼくらのＣ計画』
  - 『ぼくらの怪盗戦争』
  - 『ぼくらの黒（ブラック）会社戦争』
  - 『ぼくらの修学旅行』
  - 『ぼくらのテーマパーク決戦』
  - 『ぼくらの体育祭』
  - 『ぼくらの太平洋戦争』
  - 『ぼくらの一日校長』
  - 『ぼくらのいたずらバトル』
  - 『ぼくらの㊙︎学園祭』
  - 『ぼくらの無人島戦争』
  - 『ぼくらのハイジャック戦争』
  - 『ぼくらの消えた学校』
  - 『ぼくらの卒業いたずら大作戦 (上)』
  - 『ぼくらの卒業いたずら大作戦 (下)』
  - 『ぼくらの大脱走』
  - 『ぼくらのミステリー列車』
  - 『ぼくらの宝探し』
  - 『ぼくらの地下迷路』
  - 『ぼくらのメリー・クリスマス』
  - 『ぼくらのいじめ救出作戦』
  - 『ぼくらの『第九』殺人事件』
  - 『ぼくらの秘密結社』
  - 『ぼくらの復活大作戦』
- 『ぼくらの心霊スポット』シリーズ あさのあつこ・著 十々夜・絵
  - 『ぼくらの心霊スポット1 うわさの幽霊屋敷』
  - 『ぼくらの心霊スポット2 真夏の悪夢』
  - 『ぼくらの心霊スポット3 首つりツリーの謎』
- 『まぼろしの星』 星新一・著 片山若子・絵
- 『ママは12歳』山中恒・著 上倉エク・絵
- 『身代わり伯爵』シリーズ 清家未森・著 ねぎしきょうこ・絵 (同名の小説シリーズを小学生向けに漢字にルビをつけて読みやすくしたもの。角川ビーンズ文庫から参加)
  - 『身代わり伯爵の冒険』
  - 『身代わり伯爵の冒険(2) いばら姫と結婚します!?』
  - 『身代わり伯爵の冒険(3) 美形怪盗に挑戦!?』
- 『ミヤマ物語』シリーズ あさのあつこ・著 琴音らんまる・絵
  - 『ミヤマ物語(1) だれも知らない世界』
  - 『ミヤマ物語(2) 結界の森へ』
  - 『ミヤマ物語(3) 偽りの支配者』
- 『夢から醒めた夢』 赤川次郎・著 椋本夏夜・絵(劇団四季の同名ミュージカル原作を小学生向けに漢字にルビをつけて読みやすくしたもの。角川文庫から参加)
- 『夢美と愛美』シリーズ 唯川恵・著 杉崎ゆきる・絵
  - 『夢美と愛美の消えたバースデー・プレゼント?』
  - 『夢美と愛美の謎がいっぱい? 怪人Xを追え!』
- 『吉永さんちのガーゴイル』 田口仙年堂・著 日向悠二・絵(同名の小説を小学生向けに漢字にルビをつけて読みやすくしたもの。ファミ通文庫から参加)
- 『夜は短し歩けよ乙女』 森見登美彦・著 ぶーた・絵(同名の小説を小学生向けに漢字にルビをつけて読みやすくしたもの。角川文庫から参加)
- 『緑魔の町』 筒井康隆・著 白身魚・絵(同名の小説を小学生向けに漢字にルビをつけて読みやすくしたもの。)

### C ノベライズ
- 『ATOM』 手塚治虫・原作 トレーシー・ウエスト・ノベライズ 河井直子・訳
- 『小説 アトム大使』 手塚治虫・原作 大塚英志・著 西島大介・絵
- 『いつだって僕らの恋は10センチだった。』 HoneyWorks・原案 香坂茉里・著 「僕10」製作委員会・カバー絵 モゲラッタ、ろこる・絵
- 『SDガンダム三国伝 Brave Battle Warriors 角川つばさ文庫版』 矢立肇、富野由悠季・原作 伊豆平成・著 津島直人・絵
- 『おおかみこどもの雨と雪』 細田守・著 貞本義行・カバー絵 喜久屋めがね・絵
- 『小説 カードファイト!!ヴァンガードシリーズ』 ブシロード/伊藤彰・原作 番棚葵・著
  - 『小説カードファイト!!ヴァンガード』
  - 『小説カードファイト!!ヴァンガードアジアサーキット編(1)』
  - 『小説カードファイト!!ヴァンガードアジアサーキット編(2)』
- 『ガリバー旅行記』 サラ・ウィルソン・著 東京ゴールデン商会・訳 はしもとしん・絵
- 『逆転裁判』シリーズ CAPCOM・カバー絵 高瀬美恵・著 菊野郎・絵(CAPCOM発売の同名アドベンチャーゲームシリーズを原作とした完全オリジナルストーリー)
  - 『逆転裁判 逆転アイドル』
  - 『逆転裁判 逆転空港』
- 『ゲゲゲの鬼太郎』シリーズ 水木しげる・原作/イラスト
  - 『ゲゲゲの鬼太郎おばけ塾 豆腐小僧の巻』 東亮太・著
  - 『ゲゲゲの鬼太郎おばけ塾 妖怪大相撲の巻』東亮太・著
- 『小説侵略! ケロロ軍曹』 吉崎観音・原作 吉崎観音(月刊少年エース掲載) 愛姫みかん・絵
  - 『小説侵略! ケロロ軍曹 撃侵ドラゴンウォリアーズであります!』 伊豆平成・著
  - 『小説侵略! ケロロ軍曹 愛爆発! 地球消滅5秒前!!』 あすか正太・著
  - 『小説侵略! ケロロ軍曹 誕生!究極ケロロ奇跡の時空島であります!!』 伊豆平成・著
  - 『小説侵略! ケロロ軍曹 姿なき挑戦者!?』 伊豆平成・著
  - 『小説侵略! ケロロ軍曹 たぶん伝説へ』 伊豆平成・著
- 『こばと。』 CLAMP・原作（月刊ニュータイプ掲載） 後藤リウ・文 こばと。を守る会・監修
  - 『こばと。(1) 空から来た少女』
  - 『こばと。(2) たったひとつの願い』
- 『サクラダリセット』 河野裕・原作 川人忠明・著 椎名優・絵（同名映画のノベライズ。角川スニーカー文庫・角川文庫の原作とは異なる）
  - 『サクラダリセット(上)』
  - 『サクラダリセット(下)』
- 『角川つばさ文庫版 サマーウォーズ』 細田守・原作 蒔田陽平・著 杉基イクラ、貞本義行・絵
- 『実況パワフルプロ野球 めざせ最強バッテリー!』 はせがわみやび・著 ミクニシン・絵(KONAMI発売の同名野球ゲームシリーズを原作としたオリジナルストーリー)
- 『少年メイド スーパー小学生・千尋におまかせ!』 乙橘・原作＆絵(B's-LOG COMIC掲載) 藤咲あゆな・著
- 『好きになるその瞬間を。〜告白実行委員会〜』 HoneyWorks・原案 香坂茉里・著 「告白実行委員会」製作委員会・カバー絵 モゲラッタ、ろこる・絵
- 『ずっと前から好きでした。〜告白実行委員会〜』 アニプレックス・企画・監修 HoneyWorks・原案 香坂茉里・著 ヤマコ・カバー絵 モゲラッタ、ろこる・絵
- 『スノープリンス 禁じられた恋のメロディ』 小山薫堂・原作 百瀬しのぶ・文 大塚いちお・絵
- 『たまごっち!』 BANDAI、WiZ・原作 万里アンナ・文
  - 『たまごっち!(1) ラブリンとメロディっちの出会い』
  - 『たまごっち!(2) ハロー!メロディランド＆もりりっち』
  - 『たまごっち!(3) あつめるのじゃ!たまハート』
  - 『たまごっち!(4) ともみ…さよなら&よろしく!ひめスペっち 』
  - 『たまごっち!(5) メロディバイオリンとハートかみっちのひみつ』
  - 『たまごっち! ゆめキラ たまごっち星のピンチ!…ドリームタウンへ!』
  - 『たまごっち! ゆめキラ ドリームタウンのなかまたち』
  - 『たまごっち! ゆめキラ バンドしようよ! キラキラガールズ☆デビュー』
  - 『たまごっち! みらくる タイムスリップ!? きせきの出会い』
  - 『たまごっち! みらくる 未来へつなげ! たまとものきずな』
- 『豆富小僧』京極夏彦・著、みことあけみ・挿絵
- 『劇場版TRICK 霊能力者バトルロイヤル 角川つばさ文庫版』蒔田光治・脚本 堤幸彦・監督 蒔田陽平・文（角川文庫版と同時刊行）
- 『日常の夏休み』 伊豆平成・著 あらゐけいいち・原作/イラスト(月刊少年エース掲載)
- 『バケモノの子』 細田守・著 山下高明・カバー絵 YUME・絵
- 『小説 バトルスピリッツ ショーメン探偵団!』 矢立肇（サンライズ）・原作(ケロケロエース掲載) 浜崎達也・著 藤異秀明・絵
- 『ひつじのショーン モンスターをやっつけろ!』 マーティン・ハワード・文 うえくらえり・訳
- 『フィニアスとファーブ』シリーズ　ジャスミン・ジョーンズ・文 1巻/ララ・バージェン・文 1～2巻/エリー・オライアン、ヘレナ・メイヤー・文 3～4巻/N・B・グレース・文 4巻　杉田七重・訳
  - 『フィニアスとファーブ カーレースに出よう!』
  - 『フィニアスとファーブ ドッキリおばけ屋敷』
  - 『フィニアスとファーブ 火星へ行こう!』
  - 『フィニアスとファーブ 史上最大の飛行機づくり』
- 『ぷよぷよ』 芳野詩子・著　こめ苺・絵（SEGA発売の同名パズルゲームシリーズを原作とした完全オリジナルストーリー）
  - 『ぷよぷよ アミティとふしぎなタマゴ』
  - 『ぷよぷよ みんなの夢、かなえるよ!?』
  - 『ぷよぷよ シグのヒミツ』
  - 『ぷよぷよ サタンのスペース遊園地』
  - 『ぷよぷよ アミティと愛の少女⁉︎』
- 『 プリキュアオールスターズDX3 未来にとどけ!世界をつなぐ☆虹色の花』 東堂いづみ・原作 村山功・著 ABCアニメーション、東映アニメーション・監修
- 『 プリキュアオールスターズNewStage みらいのともだち』 東堂いづみ・原作 成田良美・著 ABCアニメーション、東映アニメーション・監修
- 『牧場物語』シリーズ 高瀬美恵・著 上倉エク・絵 はしもとよしふみ（マーベラス）・監修（著者、イラストレーター、監修は同じだが、各巻の内容はそれぞれ別物の、マーベラス発売の同名シミュレーションゲームを原作とした完全オリジナルストーリー）
  - 『牧場物語 ほのぼの牧場へようこそ!』
  - 『牧場物語 3つの里の大好きななかま』
- 『星のカービィ』シリーズ 高瀬美恵・著 苅野タウ、ぽと・絵（任天堂発売の同名アクションゲームを原作とした完全オリジナルストーリー）
  - 『星のカービィ あぶないグルメ屋敷!?の巻』
  - 『星のカービィ くらやみ森で大さわぎ!の巻』
  - 『星のカービィ 大盗賊ドロッチェ団あらわる!の巻』
  - 『星のカービィ メタナイトとあやつり姫』
  - 『星のカービィ プププランドで大レース!の巻』
  - 『星のカービィ 大迷宮のトモダチを救え!の巻』
  - 『星のカービィ ロボボプラネットの大冒険!』
  - 『星のカービィ メタナイトと銀河最強の戦士』
  - 『星のカービィ 結成!カービィハンターズZの巻』
  - 『星のカービィ 決戦!バトルデラックス!!』
  - 『星のカービィ スターアライズ フレンズ大冒険!編』
  - 『星のカービィ スターアライズ 宇宙の大ピンチ!?編』
  - 『星のカービィ 毛糸の世界で大事件!』
  - 『星のカービィ 虹の島々を救え!の巻』
  - 『星のカービィ スーパーカービィハンターズ大激闘!の巻』
  - 『星のカービィ 夢幻の歯車を探せ!』
  - 『星のカービィ メタナイトと黄泉の騎士』
  - 『星のカービィ カービィカフェは大さわぎ!?の巻』
  - 『星のカービィ カービィファイターズ 宿命のライバルたち!!』
  - 『星のカービィ デデデ大王の脱走大作戦!』
- 『ポチっと発明 ピカちんキット キミのピラメキで大発明!?』 加藤綾子・著
- 『ホッタラケの島 〜遥と魔法の鏡〜』 Production I.G、フジテレビ・原作 行川渉・著
- 『小説 毎日かあさん』 西原理恵子・原作 市川丈夫・著 丸岡巧・絵 
  - 『小説 毎日かあさん おかえりなさいの待つ家に』
  - 『小説 毎日かあさん(2) 山のむこうで、空のむこうで』
- 『マダガスカル2』J.E.ブライト・著 杉田七重・訳
- 『未来のミライ』 細田守・著 染谷みのる・絵
- 『モンスターストライク』シリーズ XFLAGスタジオ・原作 高瀬美恵・著 オズノユミ・絵(mixi配信の同名ゲームアプリを原作とした完全オリジナルストーリー)
  - 『モンスターストライク 疾風迅雷ファルコンズ誕生!!』
  - 『モンスターストライク 最強プレイヤー決定戦!!』
  - 『モンスターストライク 闇の決勝大会、開幕!!』
- 『モンスターストライク THE MOVIE ソラノカナタ XFLAGスタジオ・原作 芳野詩子・著 伊神貴世・脚本
- 『モンスターハンタークロス』シリーズ 相坂ゆうひ・著 太平洋海・絵(CAPCOM発売の同名アクションゲームシリーズを原作とした完全オリジナルストーリー)
  - 『モンスターハンタークロス　ニャンターライフ タマミツネ狩猟!』
  - 『モンスターハンタークロス　ニャンターライフ ライゼクス襲来!』
  - 『モンスターハンタークロス　ニャンターライフ 氷雪の巨獣ガムート!』
- 『モンスターハンター ストーリーズ』シリーズ 前田圭士・著 布施龍太・絵
  - 『モンスターハンター ストーリーズ 絆のかたち』
  - 『モンスターハンター ストーリーズ 新たな絆』
- 『モンスターハンター：ワールド オトモダチ調査団』相坂　ゆうひ・著 貞松龍壱・絵
- 『モンハン日記 ぽかぽかアイルー村』シリーズ 相坂ゆうひ・著 マーブルCHIKO・絵
  - 『モンハン日記 ぽかぽかアイルー村 ハッピー生活のはじまりニャ』
  - 『モンハン日記 ぽかぽかアイルー村2 みんなでわいわいお宝探しニャ』
  - 『モンハン日記 ぽかぽかアイルー村3 ドタバタ村おこしで大パニック!?ニャ』
  - 『モンハン日記 ぽかぽかアイルー村 どきどきプレゼント大作戦ニャ☆』
  - 『モンハン日記 ぽかぽかアイルー村 キラキラ音楽会に大集合ニャ♪』
  - 『モンハン日記 ぽかぽかアイルー村 手紙の謎をゆる～り解明ニャ!!』
  - 『モンハン日記 ぽかぽかアイルー村 爆笑!?わくわくかくし芸大会ニャ!』
  - 『モンハン日記 ぽかぽかアイルー村 やってきました、ぽかぽか島!!』
  - 『モンハン日記 ぽかぽかアイルー村DX 我らのすけっとアイルー団!』
  - 『モンハン日記 ぽかぽかアイルー村DX 幻の歌探しとニャンター!!』
  - 『モンハン日記 ぽかぽかアイルー村DX ソラVS長老!? 巨大スゴロク勝負!!』
- 『龍馬伝』 福田靖・著 蒔田陽平・文 志村貴子・絵（平成22年度NHK大河ドラマ原作を小学生向けに漢字にルビをつけて読みやすくしたもの）
  - 『龍馬伝(1)』
  - 『龍馬伝(2)』
  - 『龍馬伝(3)』
  - 『龍馬伝(4)』

### D ノンフィクション
- 『浅田真央物語 Princess Moo』 青嶋ひろの・著
- 『あさひやま動物記』 小菅正夫・著 秋草愛・絵 今津秀邦・写真
  - 『あさひやま動物記(1) オオカミの森とホッキョクグマ＠旭山動物園』
  - 『あさひやま動物記(2) カバのカップルと夢みるゾウの群れ』
- 『運動会で1番になる方法』 深代千之・著 下平けーすけ・絵
- 『おしえて! さかなクン』さかなクン・文/絵 中坊徹次・監修/コラム
  - 『おしえて! さかなクン(1)』
  - 『おしえて! さかなクン(2)』
  - 『おしえて! さかなクン(3)』
- 『おりの中の46ぴきの犬』 なりゆきわかこ・著 あやか・絵
- 『ガオ村ぐるぐる。 ベトナム学校支援プロジェクト物語』 なかがわみどり、ムラマツエリコ、k.m.p・著 k.m.p・絵
- 『カンタン! 齋藤孝の 最高の読書感想文』 齋藤孝・著、山室有紀子・文、Lia・絵
- 『グレートジャーニー1 パタゴニアからチチカカ湖へ』シリーズ 関野吉晴・著/写真
- 『ゲンちゃん獣医になる』 坂東元・原作 浜なつ子・著 小松良佳・絵
- 『週刊こどもニュースのお父さんが教えるニュースのことば』 鎌田靖・著（NHKの同名子供番組を書籍化）
- 『ジュニア空想科学読本』シリーズ 柳田理科雄・著 1〜8巻/藤嶋マル 9〜/きっか・絵（空想科学読本シリーズを小学生向けに漢字にルビを付けて読みやすくしたもの）
  - 『ジュニア空想科学読本』
  - 『ジュニア空想科学読本(2)』
  - 『ジュニア空想科学読本(3)』
  - 『ジュニア空想科学読本(4)』
  - 『ジュニア空想科学読本(5)』
  - 『ジュニア空想科学読本(6)』
  - 『ジュニア空想科学読本(7)』
  - 『ジュニア空想科学読本(8)』
  - 『ジュニア空想科学読本(9)』
  - 『ジュニア空想科学読本(10)』
  - 『ジュニア空想科学読本(11)』
  - 『ジュニア空想科学読本(12)』
  - 『ジュニア空想科学読本(13)』
  - 『ジュニア空想科学読本(14)』
  - 『ジュニア空想科学読本(15)』
  - 『ジュニア空想科学読本(16)』
  - 『ジュニア空想科学読本(17)』
  - 『ジュニア空想科学読本(18)』
  - 『ジュニア空想科学読本(19)』
  - 『ジュニア空想科学読本(20)』
  - 『ジュニア空想科学読本(21)』
  - 『ジュニア空想科学読本(22)』
  - 『ジュニア空想科学読本(23)』
  - 『ジュニア空想科学読本(24)』
  - 『ジュニア空想科学読本(25)』
  - 『ジュニア空想科学読本(26)』
- 『角川つばさ文庫版 西郷どん! 西郷隆盛の物語』 林真理子・原作 吉橋通夫・文 勇沢椰木・絵（平成30年度NHK大河ドラマ原作を小学生向けに漢字にルビを付けて読みやすくしたもの）
- 『誕生日☆事典 ティーンズスペシャル Happy Birthday to You』かがわようこ・著 くっしー・絵
- 『電池が切れるまで』宮本雅史・著 石井勉・絵（「『電池が切れるまで』の仲間たち 子ども病院物語」を小学生向けにタイトルを改題し、漢字にルビを付けて読みやすくしたもの）
- 『なおこ、宇宙飛行士になる』 山崎直子・著 松井晴美・絵
- 『ねこの駅長たま　びんぼう電車をすくったねこ』小嶋光信・著　永地・絵
- 『パンダのシャンシャン日記 どうぶつの飼育員さんになりたい!』万里アンナ・著 ものゆう・絵
- 『ベルナのしっぽ 盲導犬とななえさん』郡司ななえ・著 影山直美・絵
- 『みんなで跳んだ』 滝田よしひろ・著 宮尾和考・絵
- 『夢の力こぶ 北島康介とフロッグタウンミーティング』北島康介・著

### E 海外の名作
- 『アイスプリンセス』 リンダ・チャップマン・著 岡田好惠・訳 タアモ・絵
  - 『アイスプリンセス(1) 雪色キラっ☆スケート魔法学園へ!?』
  - 『アイスプリンセス(2) 星空キラっ☆宝さがしのスケート合宿!!』
  - 『アイスプリンセス(3) 涙キラッ☆さよならのアイスダンス』
- 『赤毛のアン』シリーズ L・M・モンゴメリ・著 河合祥一郎・訳 南マキ 1 〜 3巻・カバー絵 南マキ 1巻/榊アヤミ 2巻/一ノ瀬初奈 3巻・絵
  - 『新訳 赤毛のアン(上) 完全版』
  - 『新訳 赤毛のアン(下) 完全版』
  - 『新訳 アンの青春(上) 完全版 -赤毛のアン2-』
  - 『新訳 アンの青春(下) 完全版 -赤毛のアン2-』
  - 『新訳 アンの初恋(上) 完全版 ‐赤毛のアン3‐』
  - 『新訳 アンの初恋(下) 完全版 ‐赤毛のアン3‐』
- 『新訳 アリスシリーズ』 ルイス・キャロル・著 河合祥一郎・訳 okama・絵
  - 『新訳 ふしぎの国のアリス』
  - 『新訳 かがみの国のアリス』
- 『新訳 思い出のマーニー』 ジョーン・G・ロビンソン・著 越前敏弥・訳 ないとうふみこ・訳 戸部淑・絵
- 『新訳　十五少年漂流記』 ジュール・ベルヌ・著 番由美子・訳 けーしん・絵
- 『A Peanuts Book featuring SNOOPY for School Children』 チャールズ・M・シュルツ・著 谷川俊太郎・訳
  - 『スヌーピーのスクールデイズ』
  - 『スヌーピーのラッキーデイズ』
  - 『スヌーピーのラブリーデイズ』
- 『ドラゴンランス』マーガレット・ワイス・トレイシー・ヒックマン・著 安田均(グループSNE)・訳 ともひ・絵 (海外テーブルトークRPGを原作とした小説を小学生向けに翻訳し直し漢字にルビをつけて読みやすくしたもの)
  - 『ドラゴンランス1 廃都の黒竜（上）』
  - 『ドラゴンランス2 廃都の黒竜（下）』
  - 『ドラゴンランス3 城砦の赤竜』
- 『新訳 ドリトル先生』シリーズ ヒュー・ロフティング・著 河合祥一郎・訳 patty・絵
  - 『ドリトル先生アフリカへ行く』
  - 『ドリトル先生航海記』
  - 『ドリトル先生の郵便局』
  - 『ドリトル先生のサーカス』
  - 『ドリトル先生の動物園』
  - 『ドリトル先生のキャラバン』
  - 『ドリトル先生と月からの使い』
  - 『ドリトル先生の月旅行』
  - 『ドリトル先生月から帰る』
  - 『ドリトル先生と秘密の湖（上）』
  - 『ドリトル先生と秘密の湖（下）』
  - 『ドリトル先生と緑のカナリア』
  - 『ドリトル先生の最後の冒険』
  - 『ドリトル先生のガブガブの本　シリーズ番外編』
- 『新訳 ナルニア国物語』シリーズ C・S・ルイス・著 河合祥一郎・訳 Nardack・絵
  - 『新訳 ナルニア国物語(1) ライオンと魔女と洋服だんす』
  - 『新訳 ナルニア国物語(2) カスピアン王子と伝説の角笛』
  - 『新訳 ナルニア国物語(3) 竜の島と世界の果て』
  - 『新訳 ナルニア国物語(4) 銀のいすと巨人の都』
  - 『新訳 ナルニア国物語(5) しゃべる馬と逃げた少年』
  - 『新訳 ナルニア国物語(6) 魔術師のおい』
  - 『新訳 ナルニア国物語(7) 最後の戦い』
- 『プリンセス・ストーリーズ』
  - 『プリンセス・ストーリーズ シンデレラ 美女と野獣』 グリム兄弟、ボーモン夫人、シャルル・ペロー・原作 久美沙織・文 山﨑透・絵
  - 『プリンセス・ストーリーズ 白雪姫と黒の女王』 グリム兄弟・原作 久美沙織・文 POO・絵
  - 『プリンセス・ストーリーズ 眠り姫と13番めの魔女』久美沙織・文 POO・絵
  - 『プリンセス・ストーリーズ 赤ずきんと狼王』久美沙織・文 POO・絵
- 『ペギー・スー』セルジュ・ブリュソロ・著 金子ゆき子・訳 町田尚子・絵
  - 『ペギー・スー i 魔法の瞳をもつ少女』
  - 『ペギー・スー ii 蜃気楼の国へ飛ぶ』
- 『名探偵シャーロック・ホームズ』
  - 『名探偵シャーロック・ホームズ 赤毛連盟 まだらのひも』 アーサー・コナン・ドイル・著 石田文子・訳 大庭賢哉・絵
  - 『名探偵シャーロック・ホームズ 緋色の研究』 アーサー・コナン・ドイル・著 駒月雅子・訳 冨士原良・絵
  - 『名探偵シャーロック・ホームズ 四つの署名』 アーサー・コナン・ドイル・著 駒月雅子・訳 冨士原良・絵

### F 日本の名作
- 『ごんぎつね・てぶくろを買いに』 新美南吉・著 あやか・絵
- 『走れメロス 太宰治 名作選』 太宰治・著 藤田香・絵
- 『宮沢賢治童話集』
  - 『宮沢賢治童話集 注文の多い料理店 セロひきのゴーシュ』 宮沢賢治・著 たちもとみちこ・絵
  - 『宮沢賢治童話集 銀河鉄道の夜』 宮沢賢治・著 ヤスダスズヒト・絵
  - 『宮沢賢治童話集 風の又三郎』 宮沢賢治・著 岩崎美奈子・絵

## イメージソング
- 『本をひらくと』作曲・歌・ピアノ：矢野顕子

## KADOKAWAのその他の児童書ブランド
角川つばさ文庫とは別にKADOKAWAの児童向け小説ブランドとして以下のようなものがある。
カドカワ銀のさじ シリーズ
大人から子供までが親しめる読書の提供を理念に掲げている。誕生まもない赤子に銀のさじを贈るイギリスの風習にちなんで命名され、発売される作品を「銀のさじ」としている。ジャンルの定められたレーベルではなく物語そのものをファンタジーとした文庫・新書以外の単行本シリーズである。四六判。2008年7月 - 2014年12月刊。
カドカワ読書タイム
読書に慣れていない少年少女たちが「朝の読書運動」の時間に手に取りやすい本を届けたいという願いから生まれた、手軽に読める小説シリーズとして創刊。B6判。2020年6月より刊行。